# کوه بیکن
کوه بیکن (به انگلیسی: Bacon Peak) یک کوه در ایالات متحده آمریکا است که در واشینگتن واقع شده‌است.